# Chiesa di Santa Maria Annunziata delle Turchine
La chiesa di Santa Maria Annunziata delle Turchine è una chiesa sconsacrata di Roma, nel rione Monti, in via Francesco Sforza.
Così l'Armellini, nel 1891, parlava di questa chiesa, già sconsacrata al suo tempo:
(Armellini, op. cit., p. 225)
Il monastero venne soppresso nell'agosto 1872 e le monache dell'Ordine della Santissima Annunziata si trasferirono in luoghi diversi prima di accasarsi definitivamente nel 1939 nell'attuale monastero sulla via Portuense. La chiesa fu sconsacrata ed adibita ad usi civili. Oggi è sede della sezione provinciale romana dell'Associazione nazionale dei paracadutisti d'Italia.